# Parque de las Ciencias (Bayamón)

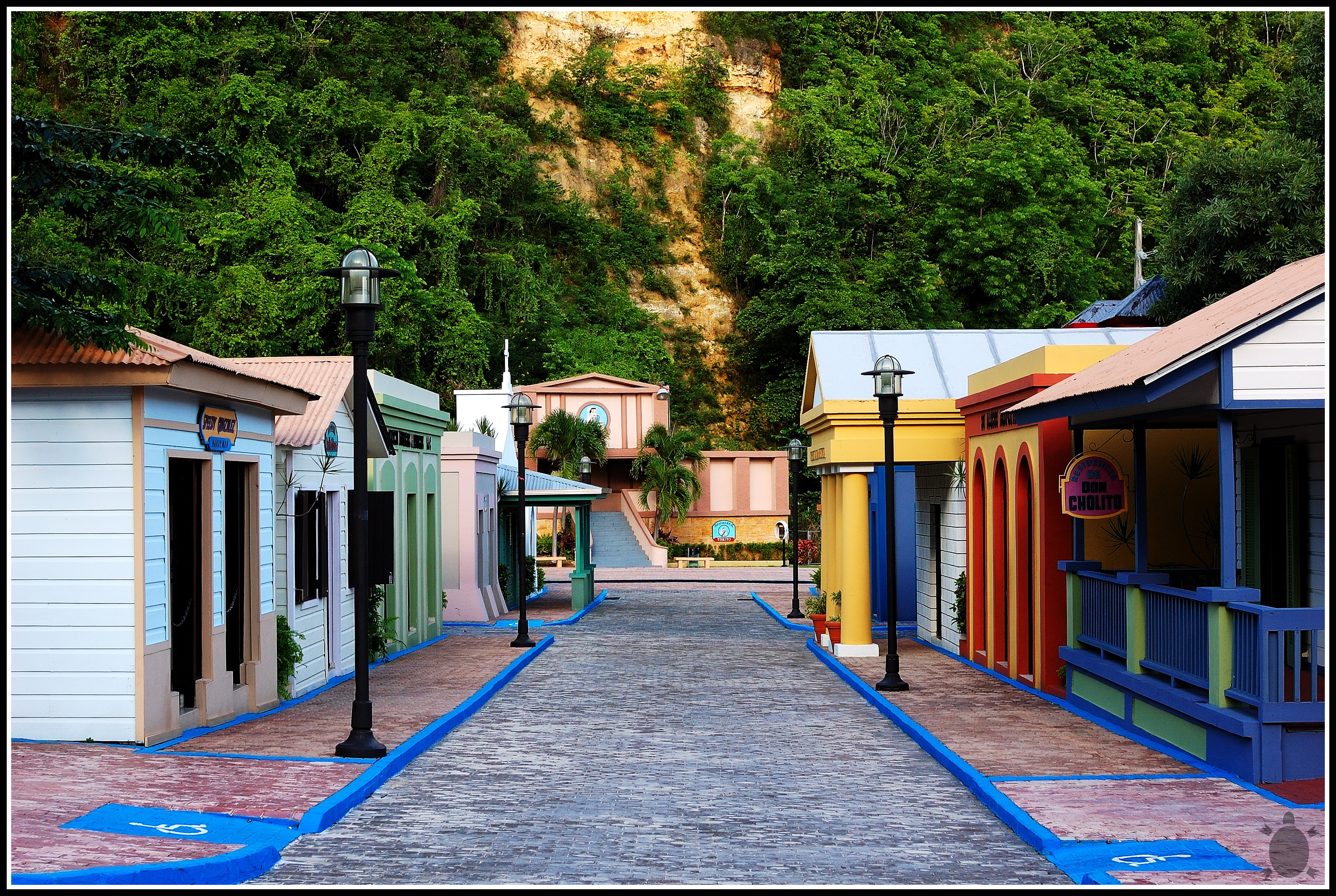
Imagen del parque de las ciencias

El Parque de las Ciencias Luis A. Ferré es un parque recreativo y educativo localizado en la ciudad de Bayamón, Puerto Rico enfocado en temas científicos. El parque es una de las atracciones turísticas inauguradas bajo el liderazgo del alcalde Ramón Luis Rivera. El nombre del parque es en honor al exgobernador de la isla, Luis A. Ferré. El parque estuvo cerrado por renovaciones desde febrero de 2011 hasta el 10 de enero de 2016.

## Atracciones del Parque
Algunos de las atracciones principales del parque son un observatorio natural localizado en una colina a 64 m s. n. m., un zoológico, y un lago artificial. También hay exhibiciones de arqueología, exploración del espacio, transportación, salud, y otros.
El parque también incluye parques dedicados a artistas fallecidos como el comediante José Miguel Agrelot y el animador infantil Joaquín Monserrat ("Pacheco").
El parque ocupa un espacio de 10,5 ha y está junto a muchas avenidas principales.